# ذي محانظ (السدة)

تعديل مصدري - تعديل

ذي محانظ هي إحدى قرى عزلة التويتي بمديرية السدة التابعة لمحافظة إب، بلغ تعداد سكانها 262 نسمة حسب تعداد اليمن لعام 2004.